# Дачна вулиця (Харків)
Дачна вулиця — невеличка вулиця Хвилинки у Новобаварському районі Харкова. Довжина 340 метрів. Починається від перетину з Михайлівською вулицею. В неї впираються провулки Дачний та Керченський. Закінчується в районі Жовтневого водосховища. На вулиці одноповерхова житлова забудова.